# Cocaine Rodeo
Cocaine Rodeo is het eerste album van de band Mondo Generator.
In 1997 namen Josh Homme, Brant Bjork en Oliveri drie nummers op ("13th Floor", "Simple Exploding Man", & "Cocaine Rodeo"). Het uitbrengen van het album werd drie jaar vertraagd omdat Oliveri toen in de band Queens of the Stone Age speelde. Nummers van dit album werden wel live gespeeld met deze band om een hype te creëren. John Garcia en producer Chris Goss, die al het Kyuss-materiaal produceerde, namen ook hieraan deel. Deze nummers worden door fans gezien als de laatste nummers die door Kyuss zijn opgenomen. Omdat er tijdens het opnemen van deze drie nummers spanning was tussen de bandleden nodigde Oliveri ze apart uit in de opnamestudio.
'Alive & Wired' is als bonusmateriaal toegevoegd. Alle nummers zijn opgenomen tijdens een optreden tijdens een show in de 'Troubadour' in Los Angeles op 12 december 2003, behalve het nummer 'Autopilot', dat afkomstig is van het 'Reading Festival' in 2004.

## Tracklist

### Cocaine Rodeo
| Nr. | Titel                                    | Duur  |
| --- | ---------------------------------------- | ----- |
| 1   | 13th Floor                               | 3:15  |
| 2   | Shawnette                                | 3:18  |
| 3   | Uncle Tommy                              | 1:28  |
| 4   | Miss Mary Gets A Boob Job                | 4:14  |
| 5   | Unless I Can Kill                        | 1:55  |
| 6   | PigMan                                   | 3:01  |
| 7   | Simple Exploding Man (Extended Version)  | 11:31 |
| 8   | I Want You To Die                        | 1:20  |
| 9   | Dead Insects                             | 4:05  |
| 10  | Cocaine Rodeo                            | 2:09  |
| 11  | Another Tension Head                     |       |
| 12  | Simple Exploding Man (Alternate Version) |       |

### Alive & Wired
| Nr. | Titel                  |
| --- | ---------------------- |
| 1   | Six Shooter            |
| 2   | Here We Come           |
| 3   | F.Y. I'm Free          |
| 4   | Jr. High Love          |
| 5   | Shawnette Jackson      |
| 6   | So High                |
| 7   | Jealous Again          |
| 8   | Unless I Can Kill      |
| 9   | Allen's Wrench         |
| 10  | Open Up & Bleed For Me |
| 11  | Simple Exploding Man   |
| 12  | Autopilot              |

- Het nummer 13th Floor is later opnieuw opgenomen als Tension Head op het album Rated R van de band Queens of the Stone Age.

## Bandleden

### Cocaine Rodeo
- Rex Everything (Nick Oliveri) - basgitaar op alle nummers en zang op de nummers (1, 2, 5, 7, 8, 10) en producer
- Josh Homme - gitaar op de nummers (1, 7, 10)
- Brant Bjork - drum op de nummers (1, 7, 10)
- Up N. Syder (Rob Oswald) - drum op de nummers (2-6, 8, 9)
- Burnt Mattress (Brent Malkus) - gitaar op de nummers (2-6, 8, 9) en zang op de nummers (3, 4, 6, 9, 11)
- John Garcia - achtergrondzang op nummer (7)
- Chris Goss - achtergrondzang op nummer (7)

### Alive & Wired
- Rex Everything (Nick Oliveri) - zang
- Molly McGuire - basgitaar en achtergrondzang
- Brant Bjork - drum
- Dave Catching - gitaar
- Mark Lanegan - zang op 'Autopilot'
- Greg Biribauer en Nick Oliveri - producer